# Béthancourt-en-Valois
Pour les articles homonymes, voir Béthancourt.
Béthancourt-en-Valois est une commune française située dans le département de l'Oise en région Hauts-de-France.

## Géographie

### Communes limitrophes
|        | Gilocourt             |          |
| Orrouy | Béthancourt-en-Valois |          |
|        | Séry-Magneval         | Feigneux |

### Hydrographie

#### Réseau hydrographique
La commune est située dans le bassin Seine-Normandie. Elle est drainée par l'Automne et le ruisseau de Morcourt,,.
L'Automne, d'une longueur de 34 km, prend sa source dans la commune de Villers-Cotterêts et se jette  dans l'Oise (rive gauche) à Longueil-Sainte-Marie, après avoir traversé 19 communes. 

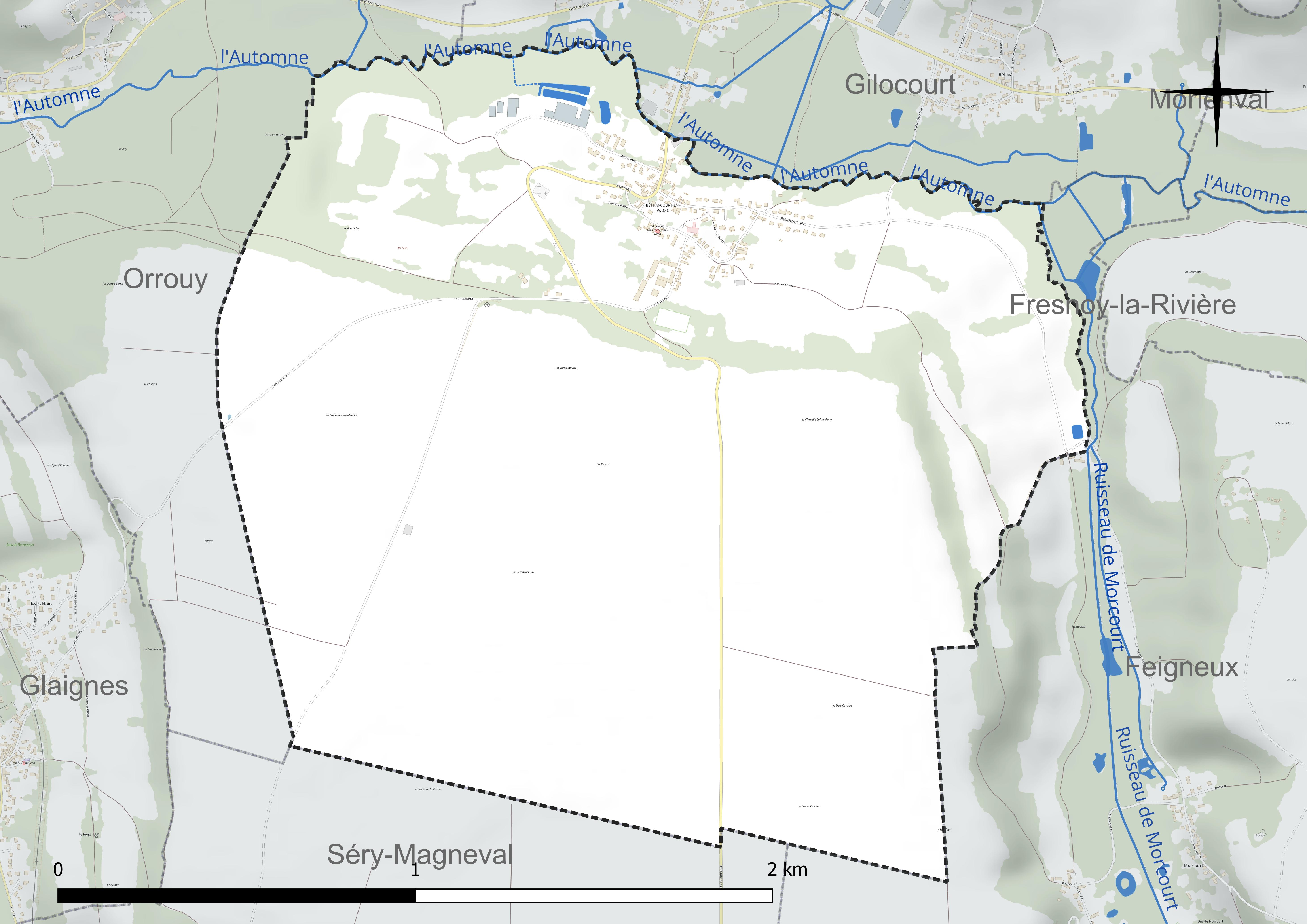
Réseau hydrographique de Béthancourt-en-Valois.

#### Gestion et qualité des eaux
Le territoire communal est couvert par le schéma d'aménagement et de gestion des eaux (SAGE) « Sensée ». Ce document de planification concerne un territoire de 287 km2 de superficie, délimité par le bassin versant de l'Automne. Le périmètre a été arrêté le 28 mai 1996 et le SAGE proprement dit a été approuvé le 16 décembre 2003 puis révisé le 10 mars 2016. La structure porteuse de l'élaboration et de la mise en œuvre est le syndicat d'aménagement et de gestion des eaux du Bassin Automne (S.A.G.E.B.A). 
La qualité des cours d'eau peut être consultée sur un site dédié géré par les agences de l'eau et l'Agence française pour la biodiversité. 

### Climat
Pour des articles plus généraux, voir Climat des Hauts-de-France et Climat de l'Oise.
En 2010, le climat de la commune est de type climat océanique dégradé des plaines du Centre et du Nord, selon une étude du CNRS s'appuyant sur une série de données couvrant la période 1971-2000. En 2020, Météo-France publie une typologie des climats de la France métropolitaine dans laquelle la commune est exposée à un climat océanique altéré et est dans la région climatique  Nord-est du bassin Parisien, caractérisée par un ensoleillement médiocre, une pluviométrie moyenne régulièrement répartie au cours de l'année et un hiver froid (3 °C). 
Pour la période 1971-2000, la température annuelle moyenne est de 10,7 °C, avec une amplitude thermique annuelle de 14,7 °C. Le cumul annuel moyen de précipitations est de 714 mm, avec 11,1 jours de précipitations en janvier et 8,1 jours en juillet. Pour la période 1991-2020, la température moyenne annuelle observée sur la station météorologique la plus proche, située sur la commune de Margny-lès-Compiègne à 16 km à vol d'oiseau, est de 11,2 °C et le cumul annuel moyen de précipitations est de 633,5 mm,. Pour l'avenir, les paramètres climatiques de la commune estimés pour 2050 selon différents scénarios d'émission de gaz à effet de serre sont consultables sur un site dédié publié par Météo-France en novembre 2022.

## Urbanisme

### Typologie
Au 1er janvier 2024, Béthancourt-en-Valois est catégorisée commune rurale à habitat dispersé, selon la nouvelle grille communale de densité à sept niveaux définie par l'Insee en 2022.
Elle est située hors unité urbaine. Par ailleurs la commune fait partie de l'aire d'attraction de Paris, dont elle est une commune de la couronne,. 

### Occupation des sols
L'occupation des sols de la commune, telle qu'elle ressort de la base de données européenne d'occupation biophysique des sols Corine Land Cover (CLC), est marquée par l'importance des territoires agricoles (79,2 % en 2018), une proportion identique à celle de 1990 (79,2 %). La répartition détaillée en 2018 est la suivante : 
terres arables (72,4 %), forêts (14,5 %), zones agricoles hétérogènes (6,7 %), zones urbanisées (6,3 %). L'évolution de l'occupation des sols de la commune et de ses infrastructures peut être observée sur les différentes représentations cartographiques du territoire : la carte de Cassini (XVIIIe siècle), la carte d'état-major (1820-1866) et les cartes ou photos aériennes de l'IGN pour la période actuelle (1950 à aujourd'hui).

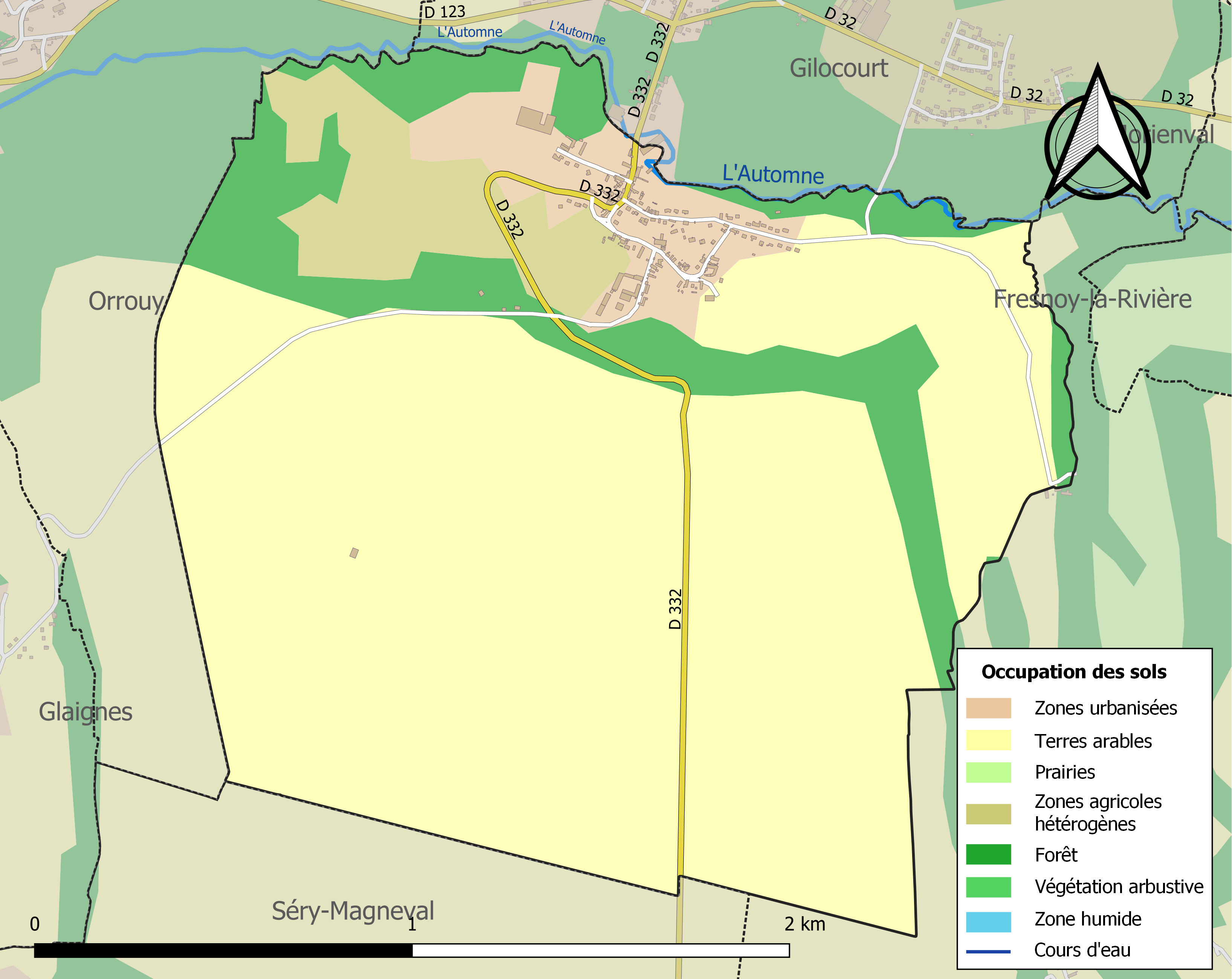
Carte des infrastructures et de l'occupation des sols de la commune en 2018 (CLC).

### Voies de communication et transports
La commune est desservie, en 2023, par les lignes 656, 657 et 6446 du réseau interurbain de l'Oise.

## Toponymie
Pour Bethancourt : Bettoniscurtis, Bethencurtis, Bethencuria, Betancourt, Bethancourt, Bethencourt, Betencourt-sur-Automne, Bettancourt (1836).
Sens du toponyme : le domaine (court) appartenant à Bethon, Bethan (nom de personne d'origine germanique)[réf. nécessaire].
Pour la ferme de Waru : Wauriu (1227), Varu.

## Politique et administration

### Rattachements administratifs et électoraux
La commune se trouve dans l'arrondissement de Senlis du département de l'Oise. Pour l'élection des députés, elle fait partie depuis 1988 de la cinquième circonscription de l'Oise.
Elle fait partie depuis 1801 du canton de Crépy-en-Valois. Dans le cadre du redécoupage cantonal de 2014 en France, ce canton, dont la commune est toujours membre, est modifié, mais toujours avec 25 communes.

### Intercommunalité
La commune est membre de la communauté de communes du pays de Valois, créée fin 1996.

### Liste des maires
| Période                                  | Période  | Identité             | Étiquette | Qualité                        |
| ---------------------------------------- | -------- | -------------------- | --------- | ------------------------------ |
| Les données manquantes sont à compléter. |          |                      |           |                                |
| mars 2001                                | 2008     | Alexandre Grehan     | DVD       |                                |
| mars 2008                                | 2014     | Michel Froment       |           | Réélu pour le mandat 2014-2020 |
| 2014                                     | 2020     | Jean-Luc Lehouillier |           |                                |
| 2020                                     | En cours | Dominique Danneel    |           |                                |

## Population et société

### Démographie

#### Évolution démographique
L'évolution du nombre d'habitants est connue à travers les recensements de la population effectués dans la commune depuis 1793. Pour les communes de moins de 10 000 habitants, une enquête de recensement portant sur toute la population est réalisée tous les cinq ans, les populations de référence des années intermédiaires étant quant à elles estimées par interpolation ou extrapolation. Pour la commune, le premier recensement exhaustif entrant dans le cadre du nouveau dispositif a été réalisé en 2008.

En 2022, la commune comptait 206 habitants, en évolution de −9,65 % par rapport à 2016 (Oise : +0,87 %, France hors Mayotte : +2,11 %).
| 1793 | 1800 | 1806 | 1821 | 1836 | 1841 | 1846 | 1851 | 1856 |
| ---- | ---- | ---- | ---- | ---- | ---- | ---- | ---- | ---- |
| 212  | 208  | 217  | 176  | 187  | 196  | 189  | 225  | 238  |

| 1861 | 1866 | 1872 | 1876 | 1881 | 1886 | 1891 | 1896 | 1901 |
| ---- | ---- | ---- | ---- | ---- | ---- | ---- | ---- | ---- |
| 211  | 238  | 227  | 256  | 208  | 217  | 190  | 217  | 209  |

| 1906 | 1911 | 1921 | 1926 | 1931 | 1936 | 1946 | 1954 | 1962 |
| ---- | ---- | ---- | ---- | ---- | ---- | ---- | ---- | ---- |
| 188  | 213  | 202  | 203  | 182  | 175  | 210  | 204  | 202  |

| 1968 | 1975 | 1982 | 1990 | 1999 | 2006 | 2008 | 2013 | 2018 |
| ---- | ---- | ---- | ---- | ---- | ---- | ---- | ---- | ---- |
| 179  | 194  | 213  | 228  | 249  | 251  | 251  | 243  | 209  |

| 2022 | - | - | - | - | - | - | - | - |
| ---- | - | - | - | - | - | - | - | - |
| 206  | - | - | - | - | - | - | - | - |

#### Pyramide des âges
La population de la commune est relativement jeune.
En 2018, le taux de personnes d'un âge inférieur à 30 ans s'élève à 33,0 %, soit en dessous de la moyenne départementale (37,3 %). À l'inverse, le taux de personnes d'âge supérieur à 60 ans est de 29,7 % la même année, alors qu'il est de 22,8 % au niveau départemental.
En 2018, la commune comptait 103 hommes pour 106 femmes, soit un taux de 50,72 % de femmes, légèrement inférieur au taux départemental (51,11 %).
Les pyramides des âges de la commune et du département s'établissent comme suit.
| Hommes | Classe d’âge | Femmes |
| ------ | ------------ | ------ |
| 0,0    | 90 ou +      | 0,0    |
| 5,8    | 75-89 ans    | 4,7    |
| 24,3   | 60-74 ans    | 24,5   |
| 26,2   | 45-59 ans    | 23,6   |
| 9,7    | 30-44 ans    | 15,1   |
| 20,4   | 15-29 ans    | 20,8   |
| 13,6   | 0-14 ans     | 11,3   |

| Hommes | Classe d’âge | Femmes |
| ------ | ------------ | ------ |
| 0,5    | 90 ou +      | 1,4    |
| 5,5    | 75-89 ans    | 7,6    |
| 15,6   | 60-74 ans    | 16,3   |
| 20,8   | 45-59 ans    | 20     |
| 19,4   | 30-44 ans    | 19,4   |
| 17,6   | 15-29 ans    | 16,2   |
| 20,6   | 0-14 ans     | 19,1   |

### Enseignement
Les enfants de la commune sont scolarisés par un regroupement pédagogique intercommunal qui regroupe Gilocourt, Béthancourt-en-Valois, Glaignes, Orrouy. Le syndicat scolaire a décidé de le transformer en regroupement pédagogique concentré à l'échéance 2020, pour lequel il prévoit de construire à Orrouy 900 m2 de locaux scolaires,.

## Culture locale et patrimoine

### Lieux et monuments

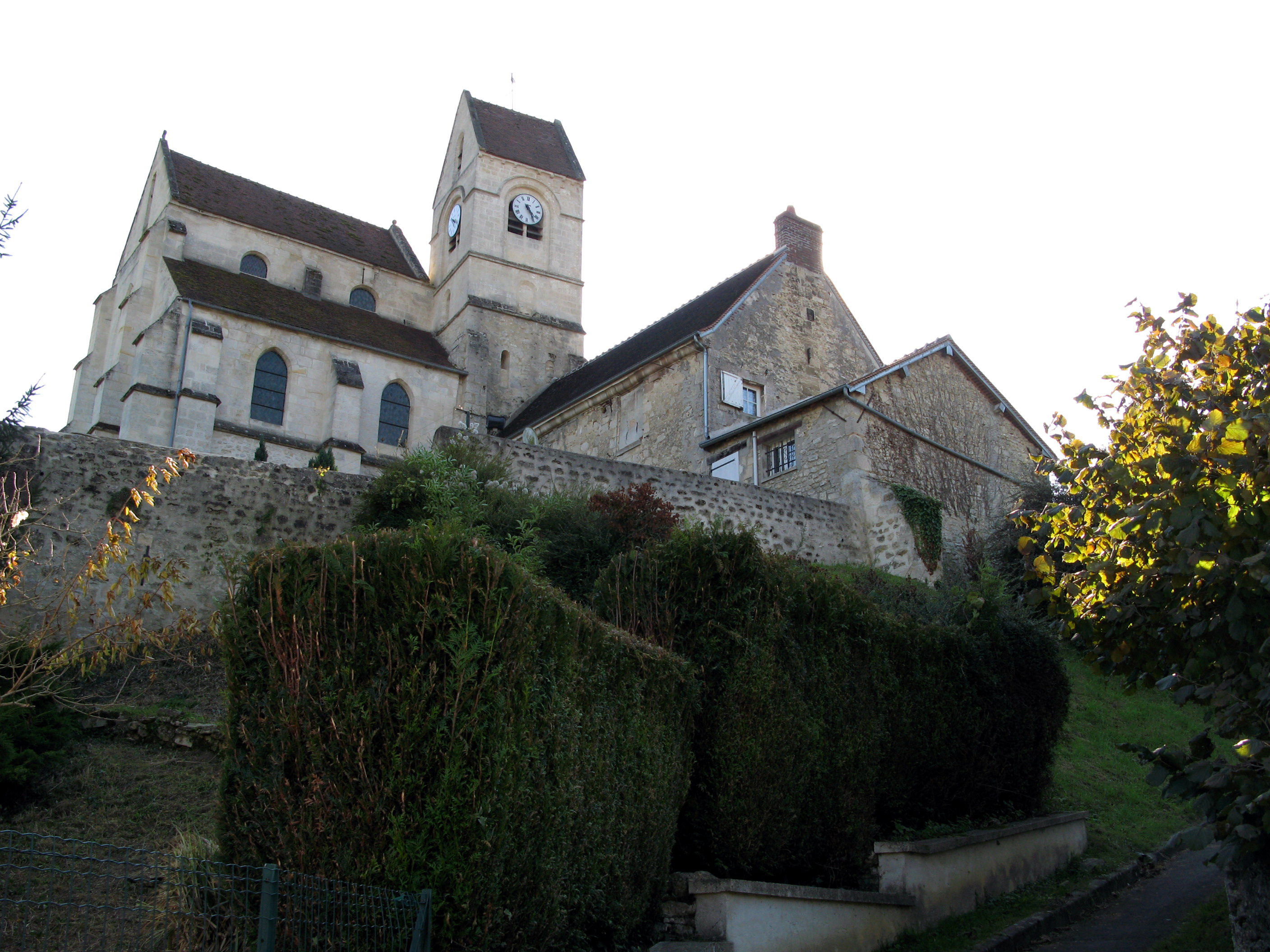
L'église avec son clocher en bâtière, vue depuis le nord.

Béthancourt-en-Valois ne compte qu'un seul monument historique sur son territoire, l'église Saint-Sulpice) : 
Elle se compose de deux parties bien distinctes, à savoir une nef non voûtée de cinq travées accompagnée de deux bas-côtés, et d'un clocher en bâtière se dressant au-dessus de la dernière travée du bas-côté nord, l'ensemble datant du milieu du XIIe siècle  et d'un chœur de deux travées se terminant par un chevet plat, également accompagné de deux collatéraux, et datant du milieu du XIIIe siècle. 
Le chœur dépasse nettement en hauteur la nef. Il se termine par des pignons à l'ouest, au-dessus du toit de la nef, et à l'est, où le mur est percé de deux lancettes surmontées d'une rosace. 
Latéralement, le chœur est éclairé par des fenêtres hautes en arc brisé de faible hauteur, non décorées, ainsi qu'indirectement par les baies des collatéraux, également en arc brisé et non décorées.
 Les toits en appentis des collatéraux comportent au centre un arc-boutant interne, prenant appui sur un contrefort à chaperon. 
Globalement, le chœur est d'une facture très simple et assez sobre, mais néanmoins construit avec soin, et vaguement inspiré de l'abbaye Saint-Martin-aux-Bois. Clocher et nef sont également très sobres. L'étage de beffroi du clocher n'est ajouré que d'une unique baie plein cintre par face, subdivisée par une colonne centrale. 
Les murs gouttereaux des bas-côtés ont été fortement remaniés, et les fenêtres repercées. Les fenêtres hautes de la nef sont dissimulées derrière les toits en appentis de ces bas-côtés, et sont alignées sur les piliers des grandes arcades. 
L'élément le plus remarquable de l'église représente son portail occidental, qui s'ouvre sous un gâble et possède une sextuple archivolte torique retombant sur autant de paires de colonnettes à chapiteaux logés dans des ébrasements successifs. Avec les deux colonnettes supplémentaires flanquant la porte et supportant le tympan nu, l'on obtient ainsi quatorze colonnettes, nombre qui n'est dépassé par aucune autre église de la région. Les chapiteaux à gauche du portail sont sculptés de motifs végétaux ; ceux à droite du portail sont en partei historiés et présentent des têtes monstrueuses, bien que les détails se soient effacés avec le temps,.
On peut également signaler :
- Ferme de Waru, impasse du Waru, comportant un manoir Renaissance avec des fenêtres à meneaux et une tourelle d'escalier octogonal.
- Maison aux pignons à redents, rue Nationale.
- Lavoir couvert, rue des Bourbottes.
- Ferme, rue de Savoie, dont le logis comporte une échauguette ronde en encorbellement regardant sur la rue, ainsi qu'un pignon à redents.

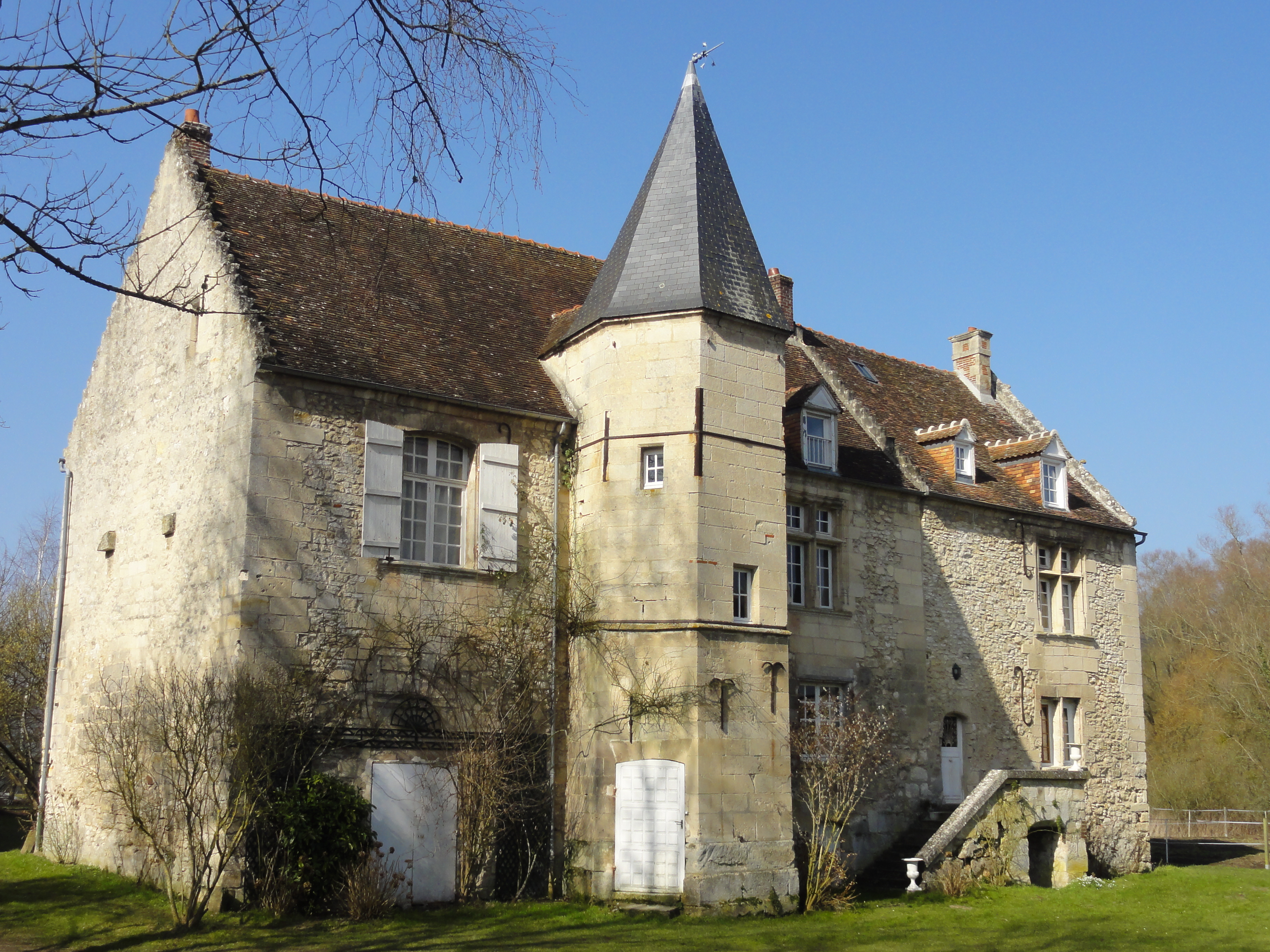
Ferme de Waru.
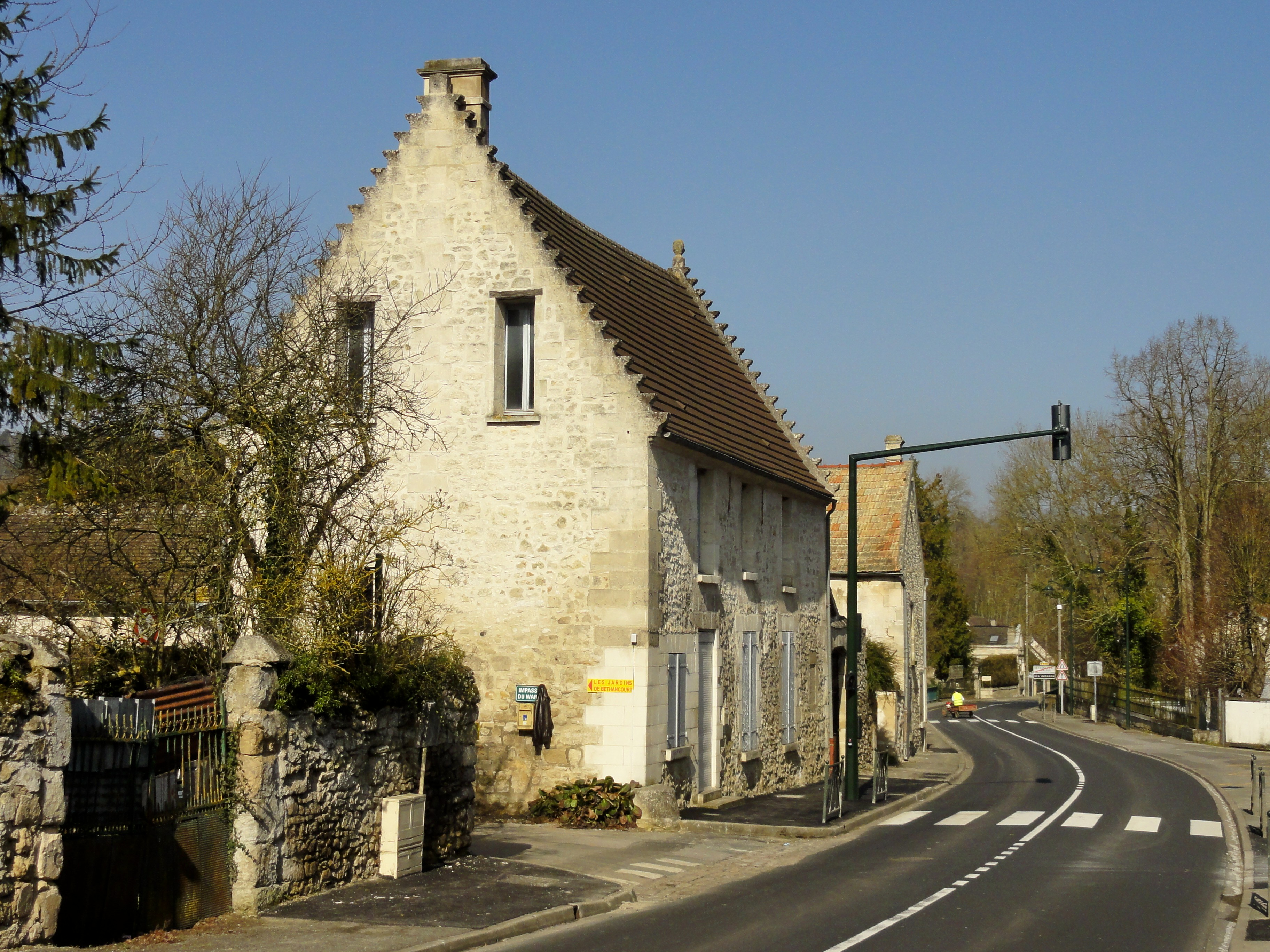
Maison aux pignons à redents.
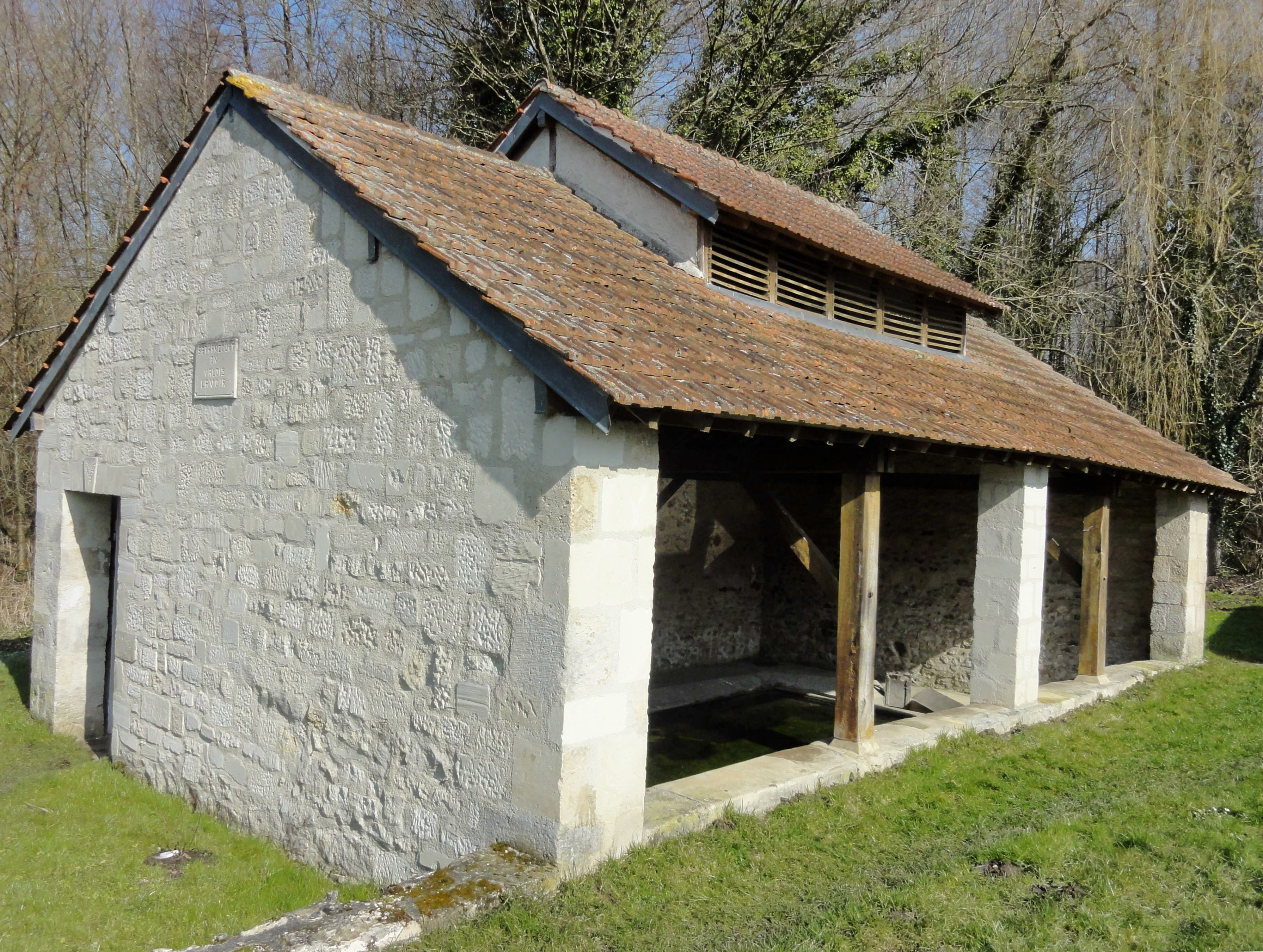
Lavoir couvert.
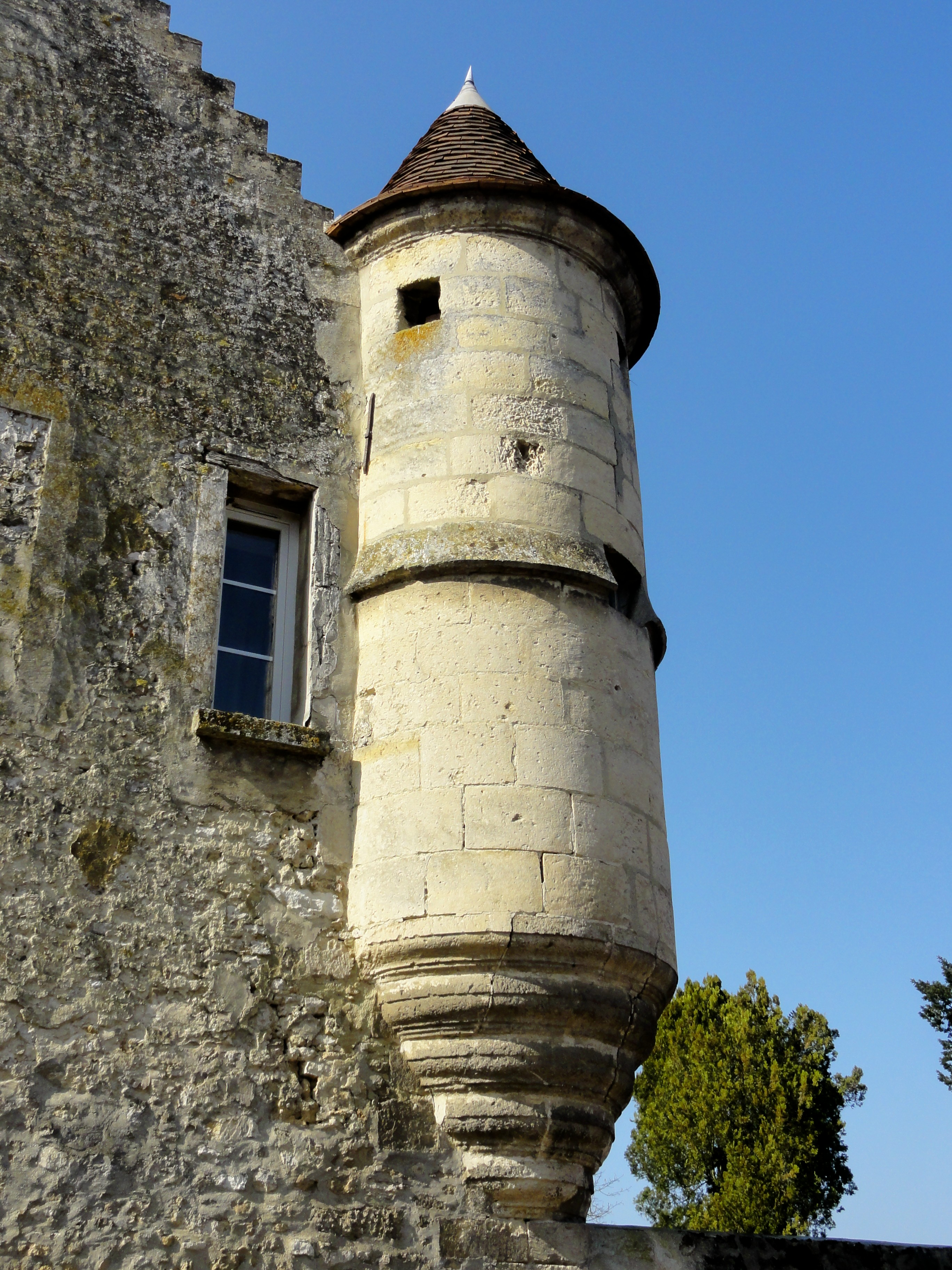
Échauguette.

### Héraldique
| Blason de Béthancourt-en-Valois | Blason  | D'or à la barre d'azur, chargée de trois fleurs de lis cousues de sable et posées à plomb, accompagnée des lettres capitales d'azur, B en chef et V en pointe. |
| Blason de Béthancourt-en-Valois | Détails | Le statut officiel du blason reste à déterminer. |